# Мохово (Пермский край)
Мохово — деревня в Добрянском районе Пермского края. Входит в состав Полазненского городского поселения.

## География
Расположена вблизи берега Камского водохранилища, примерно в 2,5 км к северо-западу от административного центра поселения, посёлка Полазна, и примерно в 28 км к югу от райцентра, города Добрянка.

## Население
| 2010 |
| ---- |
| 61   |

## Топографические карты
- Лист карты O-40-65 Пермь. Масштаб: 1 : 100 000. Издание 1979 г.